# Die Festung II: Die Rückkehr
Die Festung II: Die Rückkehr (Originaltitel: Fortress 2: Re-Entry; Verweistitel Fortress 2 – Die Festung) ist ein US-amerikanischer Science-Fiction-Thriller von Regisseur Geoff Murphy aus dem Jahr 2000. Der Actionfilm ist eine Fortsetzung von Fortress – Die Festung aus dem Jahr 1993 und spielt zehn Jahre nach den Ereignissen des 1. Teils. Der Film wurde in Deutschland am 8. August 2000 auf VHS veröffentlicht.

## Handlung
Der entflohene Gefangene John Brennick, ein ehemaliger Widerstandskämpfer, lebt unter einem totalitären, alles überwachenden Terrorregime in der nahen Zukunft und hält sich mit seiner Frau und seinem Sohn seit Jahren in den Wäldern versteckt. Als ihn ein paar ehemalige Gesinnungsgenossen aufsuchen, um ihn zu einem Anschlag auf ein Kraftwerk zu überreden, werden sie von Sicherheitskräften aufgespürt. Die Gruppe wird inhaftiert und wegen Verstößen gegen die „Entindividualisierungs-Vorschriften“ in ein Hochsicherheitsgefängnis der Men-Tel Corporation überführt, bei dem es sich um eine Raumstation handelt, die die Erde umkreist. Seine Familie bleibt hingegen versteckt zurück.
Den Insassen des Gefängnisses implantiert man Geräte, mit welchen die Gefängnisleitung starke Kopfschmerzen verursachen kann. Des Weiteren müssen die Häftlinge körperliche Zwangsarbeit verrichten und werden von sadistischen Wärtern drangsaliert.  
Sein erster Versuch zu fliehen scheitert und hat erschwerte Haftbedingungen zur Folge. Der Präsident der Men-Tel Corporation trifft im Gefängnis ein und ordnet an, John zu töten, indem man ihn ohne Raumanzug im Weltraum aussetzt. John überlebt dies jedoch, schafft es, wieder an Bord der Raumstation zu gelangen und zerstört deren Computersystem, woraufhin er zusammen mit anderen zur Erde fliehen kann. Dort angelangt kehrt er zu seiner Familie zurück.

## Kritiken
„Effektvolle Mischung aus Action- und Science-Fiction-Elementen, die Kritik an totalitären Staatsformen bestenfalls kursorisch formuliert, doch auf Spannung ohne allzu reißerische Härten setzt. Schauspielerisch und gestalterisch uninteressant, bietet der Film konfektionierte Genre-Unterhaltung für Fans.“